# Charīs Grammos
Charilaos Grammos, detto Charīs (in greco Χαρίλαος "Χάρης" Γραμμός?; Lesbo, 11 dicembre 1948), è un ex calciatore greco, di ruolo centrocampista.

## Palmarès

### Club

#### Competizioni nazionali
- Campionato greco: 3

Panathinaikos: 1968-1969, 1969-1970, 1971-1972
- Coppa di Grecia: 2

Panathinaikos: 1966-1967, 1968-1969
- Supercoppa di Grecia: 1

Panathinaikos: 1970